# 10160 토토로
토토로(10160 Totoro)는 소행성대에 있는 소행성이다. 1994년 12월 31일에 군마현 오이즈미정에서 코바야시 타카오가 발견했다.
미야자키 하야오 감독의 애니메이션 영화 《이웃집 토토로》로부터 명명됐다.

## 같이 보기
- 소행성체 목록